# Tandvlees

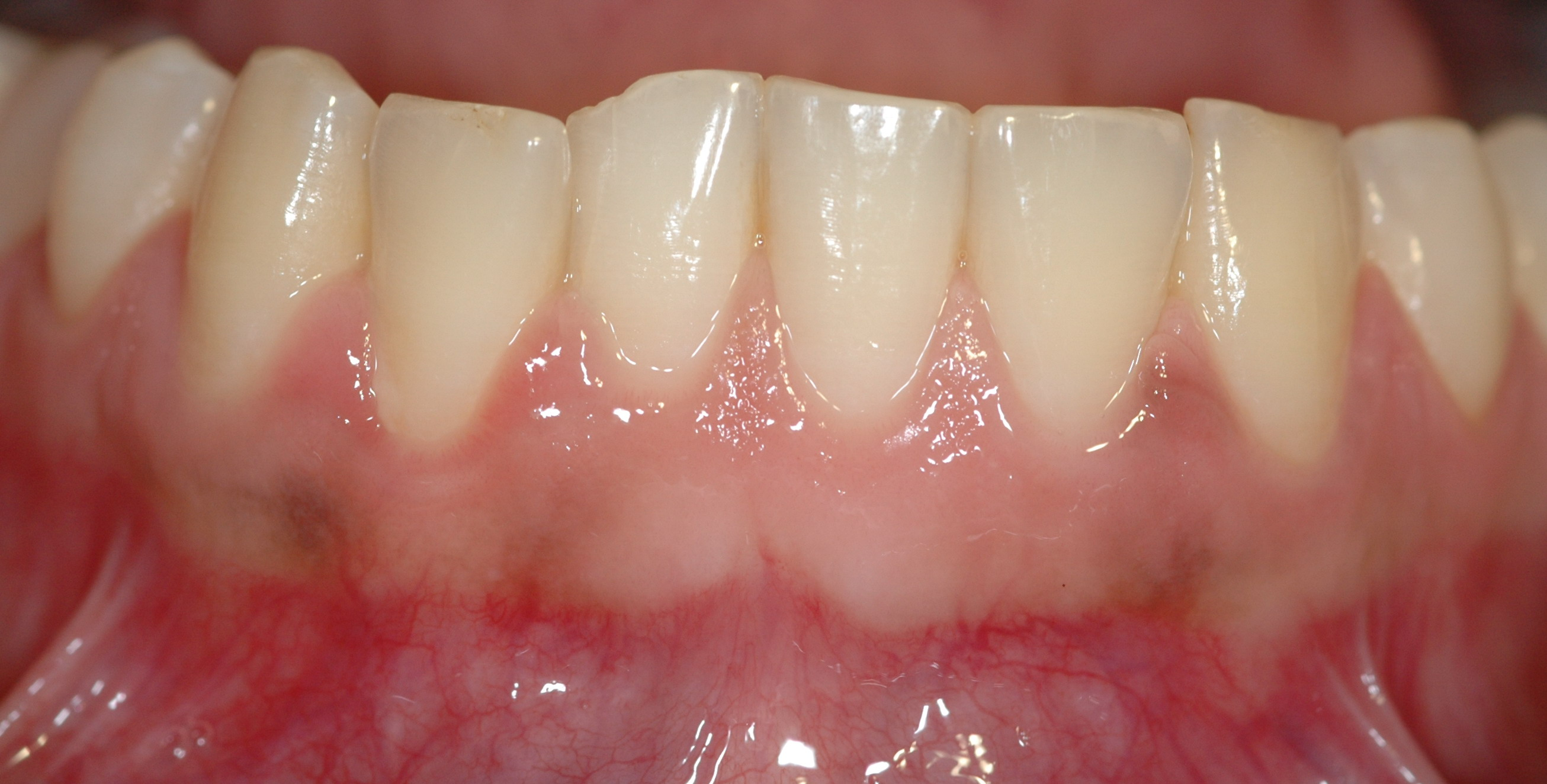
Tandvlees.

Gingiva is de tandheelkundige vakterm voor tandvlees. Men maakt een onderscheid tussen de vaste en de vrije gingiva. De vaste gingiva is dat gedeelte van de gingiva dat onbeweeglijk vast verbonden is met het onderliggend (alveolair) been. De vrije gingiva ligt kroonwaarts en is op een weke manier verbonden met het glazuur. 
De alveolaire mucosa verbindt de gingiva met het slijmvlies (=mucosa) van de wangen. 
Ontsteking van het tandvlees wordt gingivitis genoemd.
In een verder gevorderd stadium kan het kaakbot erdoor worden aangetast, wat verlies van kiezen en tanden tot gevolg kan hebben. Men spreekt dan van parodontitis.